# مقاطعة أوفالي
هي إحدى مقاطعات أيرلندا الستة والعشرين.

## أعلام
- أوليفيا ميتشيل
- مارينا كار
- ماري وارد
- جوزيف أوكونور
- جورج ستوني
- توماس برنارد هاكيت

## روابط إضافية
- Offaly County Council
- Tullamore & District Chamber of Commerce
- Tullamore Life & Community
- Offaly Football and Hurling Club New York
- Athlone Cricket Club - County Offaly